# Zeykfalva

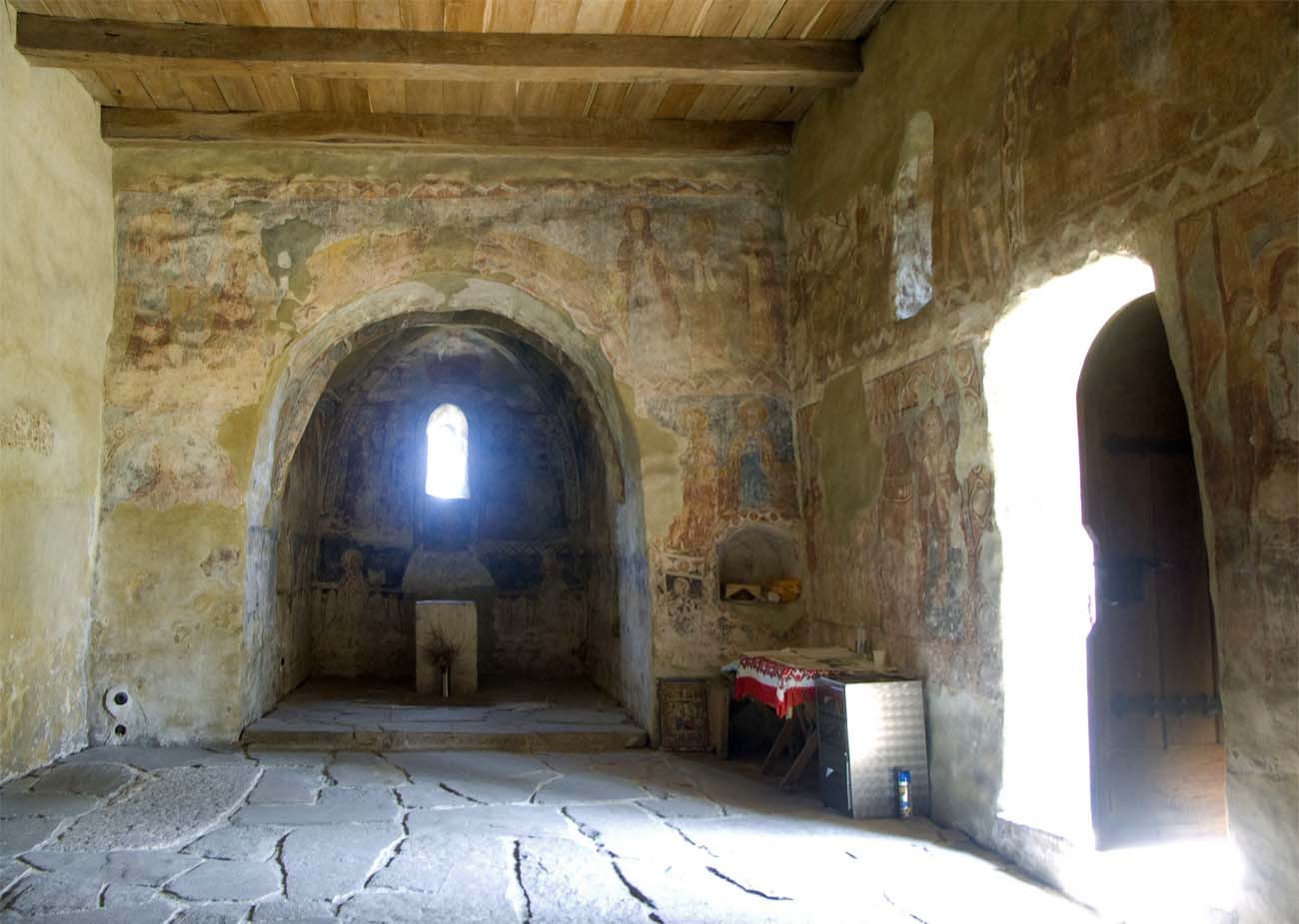
A templombelső festményei

Zeykfalva (románul: Strei, németül: Zeikdorf) falu Romániában, Hunyad megyében.

## Fekvése
Pusztakalántól egy kilométerre délre, a Sztrigy bal partján fekszik.

## Nevének eredete
Első nevét a Sztrigy folyóról vette, román neve ma is megegyezik a Sztrigyével. A magyarban ezt később a Zeyk család alapítójára utaló név váltotta fel. 1377-ben Stryg, 1377-ben Stirik, 1471-ben Zeyfalwa, 1475-ben Zeykh, 1480-ban Zaykfalwa, 1492-ben Zeykfalwa néven írták.

## Története
Innen származott a Zeyk család, amelynek első ismert tagját, Petrus f. Zayk-ot 1377-ben említik. Barcsay Ákos fejedelemnek a 17. század közepén kastélya állt a faluban.
1712-ben említették először református papját, akit a 18. században a Zeyk család alkalmazott. 1766-ban anyaegyház volt, Russal együtt 17 hívővel. Mivel 1802-ben a templom megszemléléséhez a református esperes nem az egyháztagokat, hanem a falu véneit (ortodox románokat) hívta össze, egyházközsége ekkor valószínűleg néptelen volt. 1805-ben pap és egyházfi sem szolgált benne, a templomra egy Beszerikán Lázár nevű ortodox öregember vigyázott. Az egyházközséget az 1850-es években újjászervezték, és a 20. század közepéig létezett.
1742-ben hetivásár tartására kapott szabadalmat. 1886-ig Hunyad vármegye hunyadi járásához tartozott, akkor a hátszegi járáshoz csatolták. 1921 után a földreform mintegy ezer kataszteri holdat sajátított ki a Zeyk-uradalomból a község részére.
1850-ben 204 lakosából 195 volt ortodox vallású román és 9 református vallású magyar.
1910-ben 391 lakosából 273 volt román, 111 magyar és 7  német anyanyelvű; 273 ortodox, 48 református, 30 görögkatolikus, 21 római katolikus és 12 zsidó vallású.
2002-ben 384 lakosából 379 volt román és 4 magyar nemzetiségű; 351 ortodox és 25 pünkösdista vallású.

## Látnivalók
- A falu nyugati szélén álló, román–gótikus stílusú, temetővel körülvett ortodox templom a 13. vagy a 14. században épült. Falába római kori köveket építettek. Értékes középkori falfestményeinek (a szentélyben imago pietatis és az apostolok, a hajóban az Angyali üdvözlet, Szent Miklós és más szentek) elrendezése bizánci mintákat követ, de stílusa kései román – korai gótikus. Külső festése a keleti, a déli falon és a kapuzat lunettáján maradt meg, rajta a mesterek portréival. Déli oldalához a Zeyk család 1724-ben református templomot építtetett, melynek fedele 1802-ben már héj nélkül állt.

## Ismert emberek
- Itt született 1809-ben Zeyk László magyar honvédszázados.

## Képek

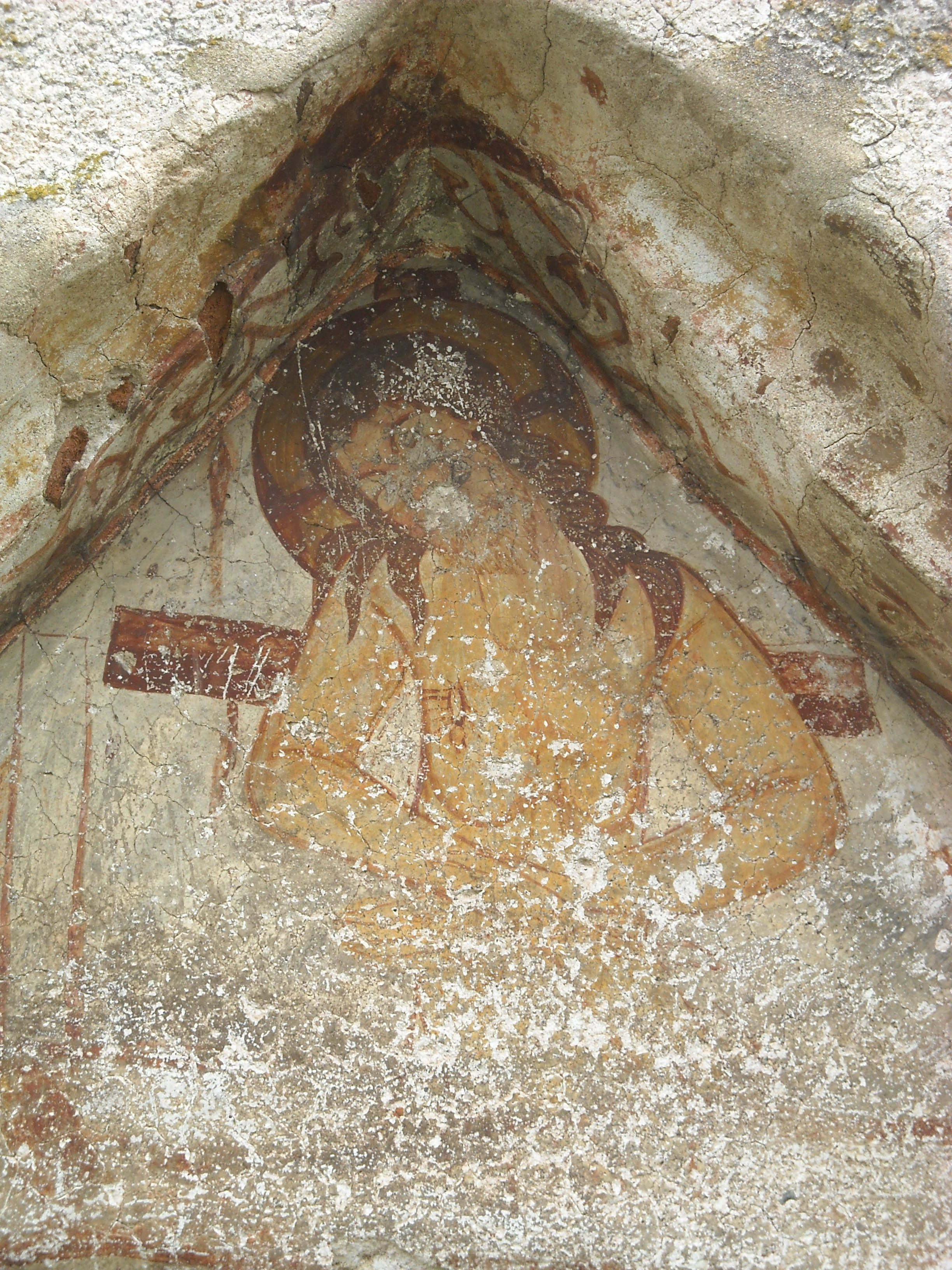
Festéstöredék a kapuzat lunettáján
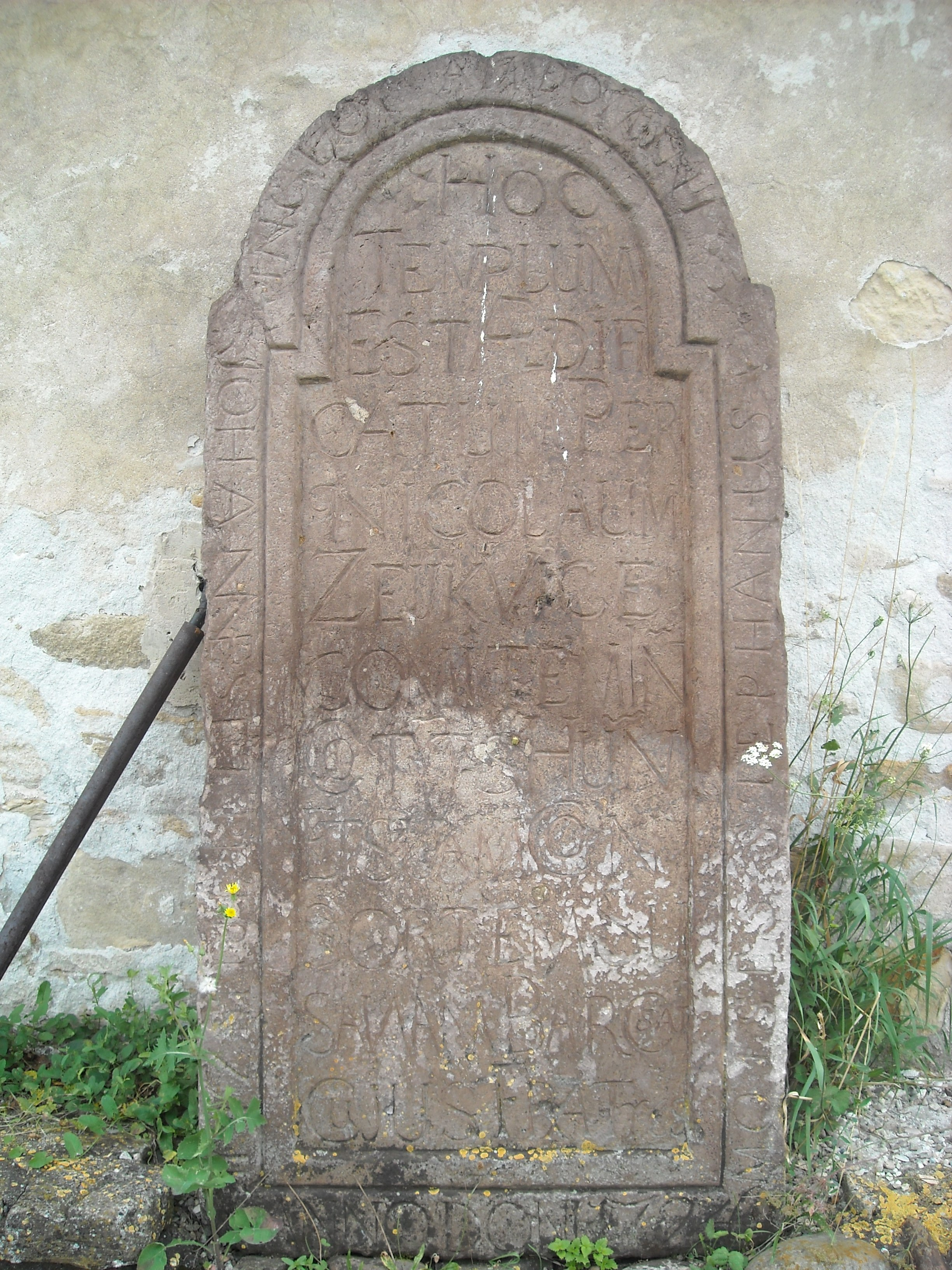
A Zeyk Miklós által állított református templom alapító felirata
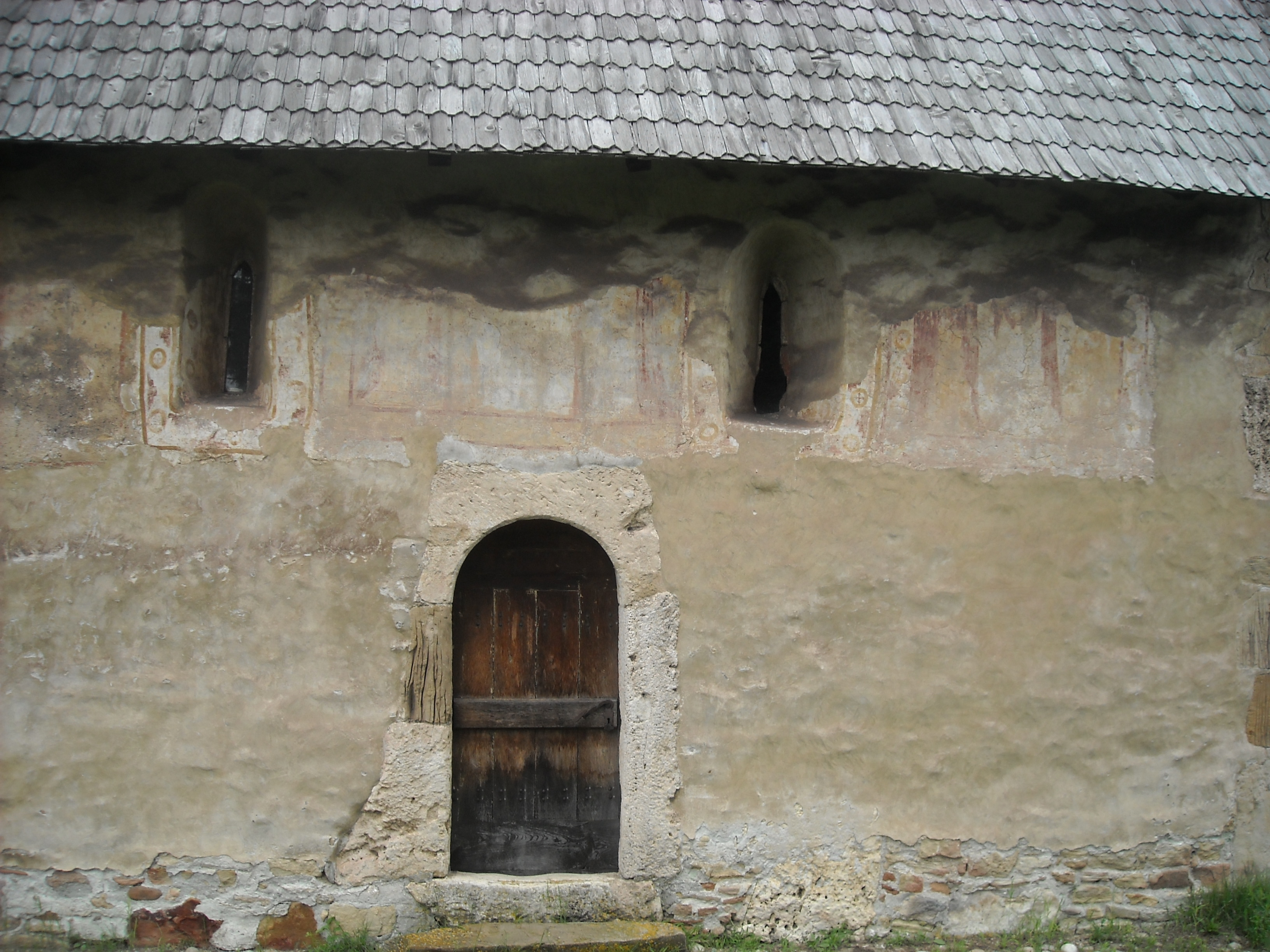
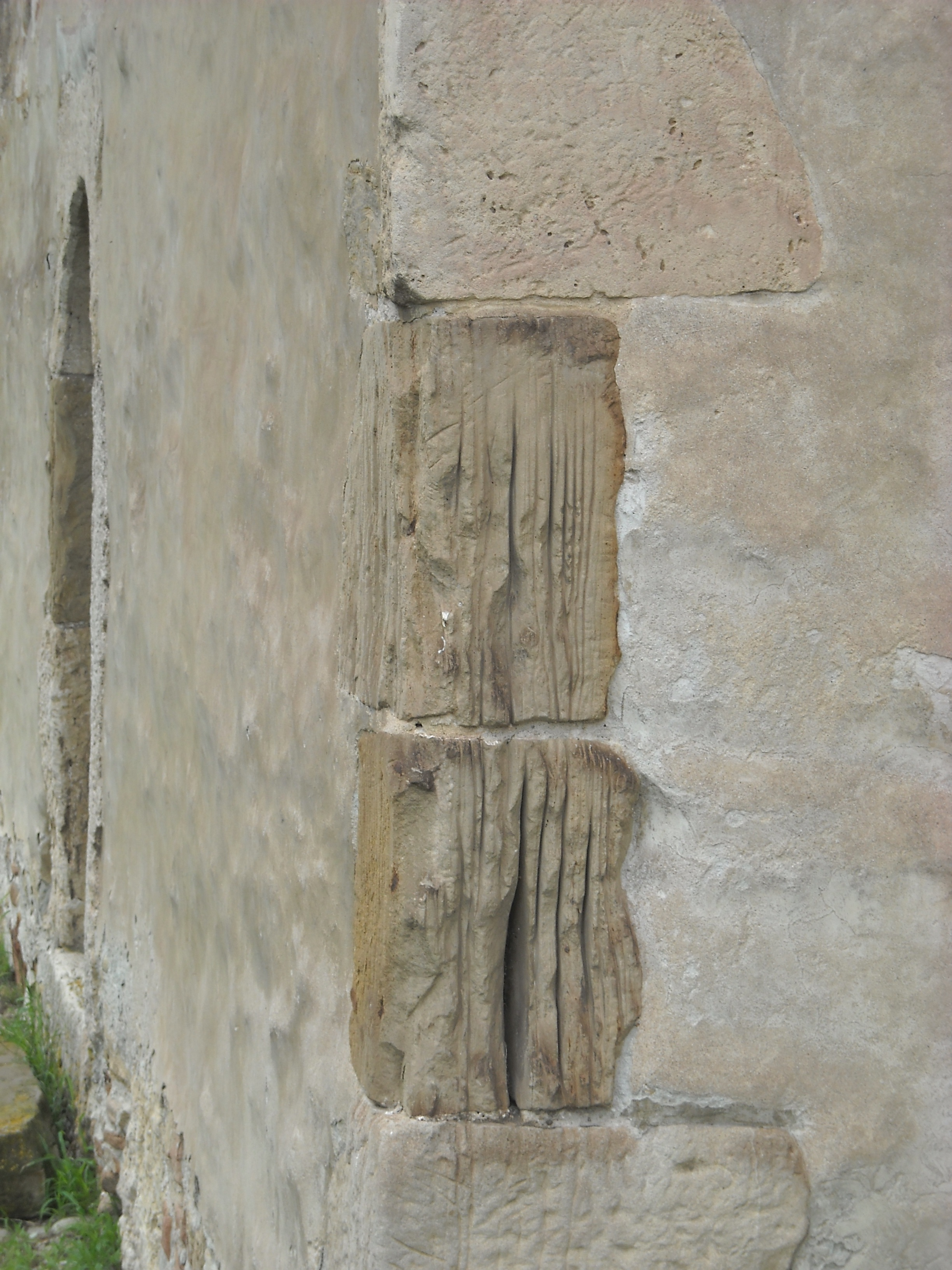
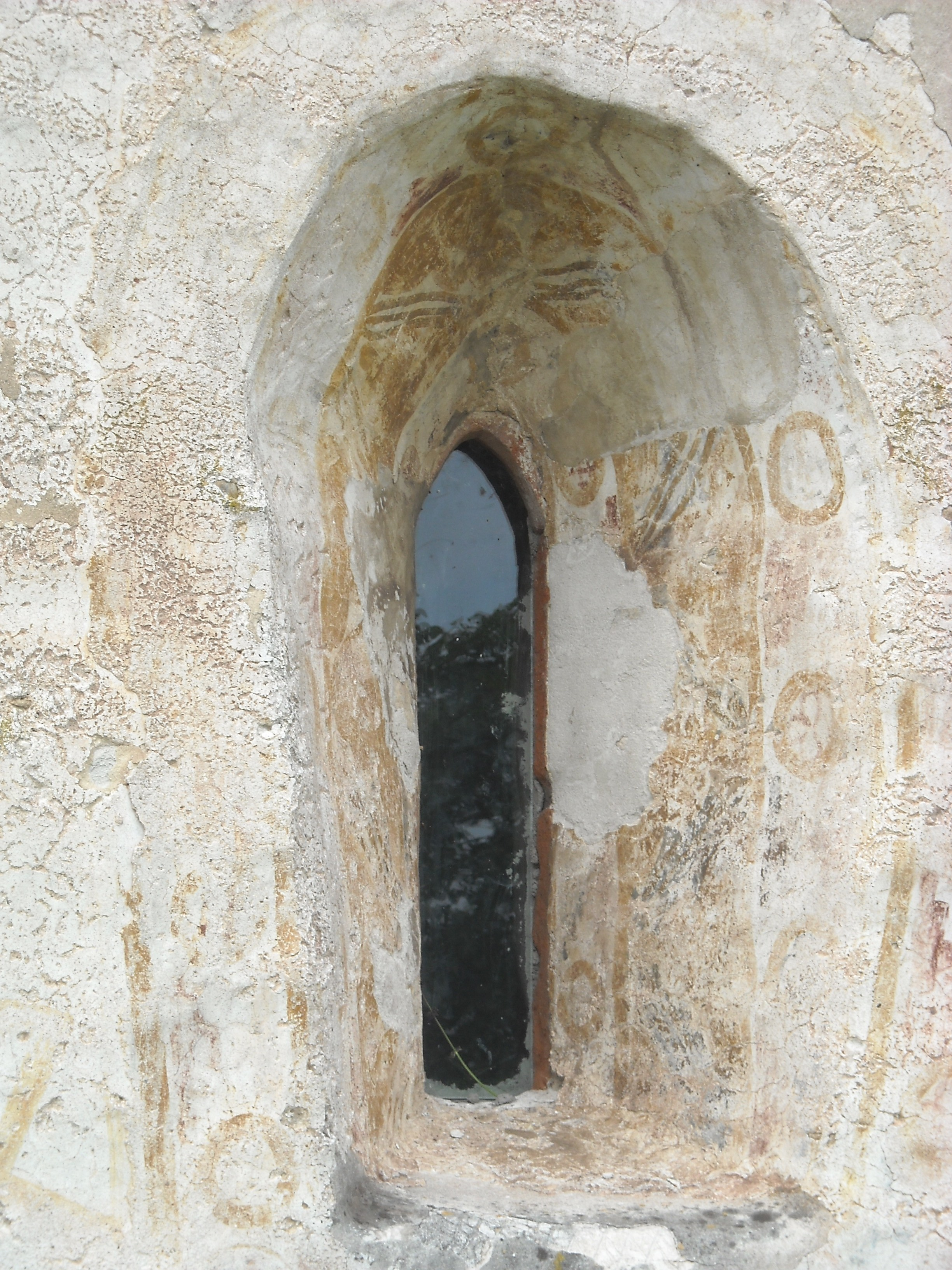
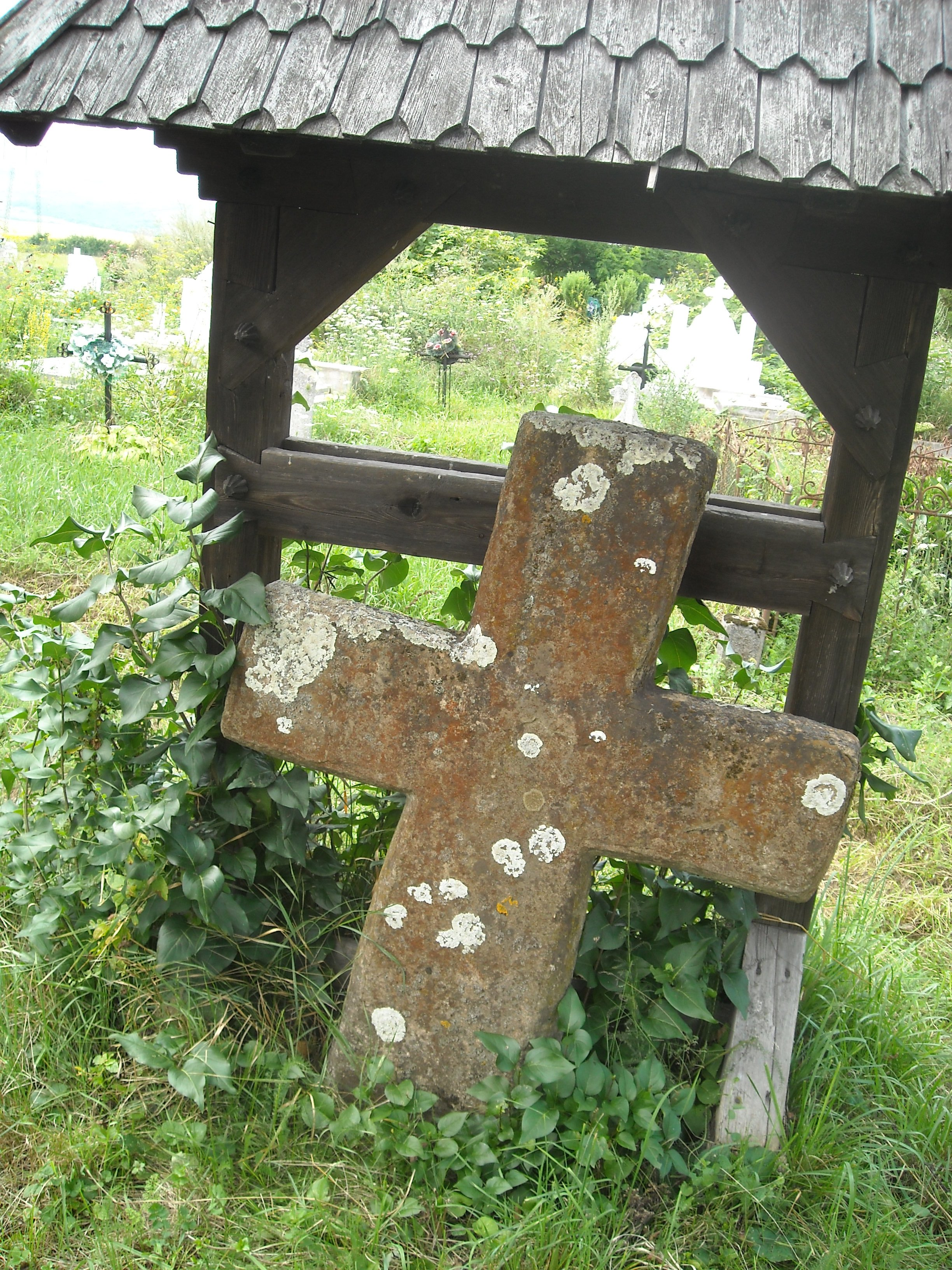